# Ducato di Antiochia
Il Ducato di Antiochia era un territorio bizantino governato da un duca (dux) nominato dall'imperatore e sotto la sua autorità. Fu fondato nel 969 dopo la riconquista di Antiochia da parte delle truppe imperiali ed è esistito fino al dicembre 1084, quando Sulayman ibn Qutulmish (r. 1077-1086) del Sultanato di Rum conquistò la capitale ducale.

## Storia
Il Ducato di Antiochia fu creato nell'ottobre del 969, subito dopo la riconquista di Antiochia da parte delle truppe imperiali, e il suo primo duca (dux) fu Eustachio Maleino, nominato dall'imperatore Niceforo II Foca (r. 963-969), che rimase in carica fino all'anno successivo. Sotto la giurisdizione del duca erano tutti i sudditi della Cilicia e della Siria a sud. Tra questi c'era il Thema di Tarso, con un contingente di cavalleria, oltre ad altri che probabilmente avevano anche eserciti composti da cavalieri.
Nel 976, anno dell'ascesa al trono di Basilio II Bulgaroctono (r. 976-1025), Michele Burtzes, il conquistatore di Antiochia, fu nominato duca. Rimase in carica per pochi mesi, finché non si alleò con Barda Sclero, in rivolta contro l'autorità di Basilio. Nel 989, Burtzes fu nuovamente nominato duca, carica che mantenne fino al 995, quando fu rimosso a causa delle continue sconfitte di fronte all'assalto degli arabi, soprattutto nella battaglia dell'Oronte. Il duca successivo fu Damiano Dalasseno, che rimase in carica fino al 19 luglio 998, quando fu sconfitto e ucciso dalle truppe Fatimidi nella battaglia di Apamea.
Alla morte di Damiano, Niceforo Urano, un generale che aveva fatto carriera nella guerra contro il Primo Impero Bulgaro, fu nominato duca di Antiochia. Al fianco di Basilio, realizzò una serie di spedizioni militari volte a placare la provincia, favorendo al contempo l'espansione dei confini imperiali verso il Regno degli Iberi. Come rappresentante imperiale, acquisì pieni poteri di comando delle truppe di stanza sulla frontiera orientale e, secondo un suo sigillo, fu nominato "signore d'Oriente".
Dopo una successione di duchi poco noti, il successivo esponente di spicco fu Costantino Dalasseno, figlio di Damiano Dalasseno, che ricoprì la carica tra il 1024 e il 1025. Nel 1055 fu nominato Catacalo Cecaumeno, e successivamente Niceforitzes (1061-1063), futuro ministro dell'imperatore Michele VII Ducas (r. 1071-1078).  Nel 1071, dopo la decisiva Battaglia di Manzicerta contro i turchi selgiuchidi, Giovanni Tarcaniota fu nominato nuovo governatore locale. Per i sette anni successivi, Antiochia avrebbe vissuto una serie di rivolte popolari, sedate soltanto da Isacco Comneno.
Parallelamente ai problemi di Antiochia, Filareto Bracamio si ribellò all'autorità imperiale e assunse il titolo di imperatore alla morte di Romano IV Diogene (1068-1071), sconfitto a Manzicerta dai Selgiuchidi. Nel 1078, Niceforo III Botaniate (r. 1078-1081) cedette la carica di duca a Filareto in cambio della rinuncia alle pretese imperiali. Fu l'ultimo duca di Antiochia, mantenendo la carica fino al dicembre 1084, quando Sulayman ibn Qutulmish (r. 1077-1086), del Sultanato di Rum, conquistò la capitale ducale.

## Elenco dei Duchi conosciuti
| Nome                  | Mandato                    | Nominato da             | Note                           | Ref.               |
| --------------------- | -------------------------- | ----------------------- | ------------------------------ | ------------------ |
| Eustachio Maleino     | 969                        | Niceforo II Foca        |                                | [ 3 ]              |
| Michele Burtzes       | 970                        | Giovanni I Zimisce      |                                | [ 17 ]             |
| Michele Burtzes       | 976                        | Basilio II Bulgaroctono |                                | [ 5 ] [ 17 ]       |
| Culeibe               | 977                        | Basilio II Bulgaroctono |                                | [ 17 ]             |
| Ubeidalá              | 977 - dopo il 978          | Basilio II Bulgaroctono |                                | [ 17 ]             |
| Leone Melisseno       | 985/986                    | Basilio II Bulgaroctono |                                | [ 17 ]             |
| Barda Foca il Giovane | 986-987                    | Basilio II Bulgaroctono |                                | [ 17 ]             |
| Leone II Foca         | 987-989                    | Basilio II Bulgaroctono |                                | [ 17 ]             |
| Romano Sclero ?       | 990-991 (?)                | Basilio II Bulgaroctono |                                | [ 17 ]             |
| Michele Burtzes       | 989-995                    | Basilio II Bulgaroctono |                                | [ 17 ]             |
| Damiano Dalasseno     | 995-998                    | Basilio II Bulgaroctono |                                | [ 6 ] [ 7 ] [ 17 ] |
| Niceforo Urano        | 998-1007/1011              | Basilio II Bulgaroctono |                                | [ 9 ] [ 10 ]       |
| Pancrazio             | ?                          | Basilio II Bulgaroctono |                                | [ 6 ] [ 7 ] [ 17 ] |
| Michele Coitonita     | 1011                       | Basilio II Bulgaroctono |                                | [ 17 ]             |
| Costantino Dalasseno  | 1024-1025                  | Basilio II Bulgaroctono |                                | [ 11 ] [ 17 ]      |
| Michele Sfrondilo     | 1026-1029                  | Costantino VIII         |                                | [ 17 ]             |
| Poto Argiro           | 1029                       | Romano III Argiro       |                                | [ 17 ]             |
| Constantino Caranteno | 1029-1030                  | Romano III Argiro       |                                | [ 17 ]             |
| Niceta di Mistheia    | 1030-1032                  | Romano III Argiro       |                                | [ 17 ]             |
| Teofilatto Dalasseno  | 1032-1034 (?)              | Romano III Argiro       |                                | [ 17 ]             |
| Niceta                | 1034                       | Michele IV il Paflagone |                                | [ 17 ]             |
| Leone                 | dopo il 1037               | Michele IV il Paflagone | Patrikios, Anthypatos e Vestes | [ 17 ]             |
| Costantino            | 1037/1038                  | Michele IV il Paflagone |                                | [ 17 ]             |
| Basilio Pediadita     | Prima del 1041             | Michele IV il Paflagone |                                | [ 17 ]             |
| Stefano               | Anni '40 del XI secolo     | ?                       | Vestarches                     | [ 17 ]             |
| Gregorio              | Anni '40 del XI secolo     | ?                       | Vestarches                     | [ 17 ]             |
| Michele Iasite        | Anni '40 del XI secolo     |                         |                                | [ 18 ]             |
| Michele Contostefano  | Anni '50 del XI secolo (?) |                         |                                | [ 18 ]             |
| Costantino Burtzes    | prima del 1053             | Costantino IX Monomaco  |                                | [ 18 ]             |
| Romano Sclero         | 1054                       | Costantino IX Monomaco  |                                | [ 18 ]             |
| ?                     | 1054-1055                  | Costantino IX Monomaco  | Proedro                        | [ 18 ]             |
| Catacalo Cecaumeno    | Prima del settembre 1056   | Teodora Porfirogenita   |                                | [ 18 ]             |
| Michele Urano         | 1056-estate 1057           | Michele VI Bringa       |                                | [ 18 ]             |
| Romano Sclero         | 1057-1058 (?)              | Isacco I Comneno        |                                | [ 18 ]             |
| Adriano Dalasseno     | 1059                       | Isacco I Comneno        |                                | [ 19 ]             |
| Niceforo Botaniate    | Prima del 1062 (?)         | Costantino X Ducas      |                                | [ 19 ]             |
| Niceforitzes          | 1062-1063                  | Costantino X Ducas      |                                | [ 19 ]             |
| Pictis                | 1065                       | Costantino X Ducas      |                                | [ 19 ]             |
| Giovanni              | ?                          | Costantino X Ducas      |                                | [ 19 ]             |
| Niceforitzes          | 1067                       | Costantino X Ducas      |                                | [ 19 ]             |
| Niceforo Botaniate    | 1067-1068                  | Michele VII Ducas       |                                | [ 19 ]             |
| Pietro Libelisio      | 1068-1069                  | Michele VII Ducas       |                                | [ 19 ]             |
| Chachatur             | Fra il 1068 - 1072         | Michele VII Ducas       |                                | [ 19 ]             |
| Giuseppe Tarcaniota   | 1072-1074                  | Michele VII Ducas       |                                | [ 19 ]             |
| Catacalo Tarcaniota   | 1074                       | Michele VII Ducas       | Curopalate e Catapano          | [ 14 ] [ 20 ]      |
| Isacco Comneno        | 1074-1078                  | Michele VII Ducas       |                                | [ 19 ]             |
| Michele Mauricas      | 1078 (?)                   | Michele VII Ducas       |                                | [ 19 ]             |
| Vasak Pahlavouni      | 1078                       | Michele VII Ducas       |                                | [ 19 ]             |
| Filareto Bracamio     | 1078/1079-1084             | Niceforo III Botaniate  |                                | [ 19 ]             |